# Věštkyně (Kytice)
Věštkyně je třináctá balada ve sbírce Karla Jaromíra Erbena Kytice.
Jedná se o závěrečnou báseň sbírky, je považována za její myšlenkový vrchol. Ožívají v ní dávná proroctví, pojednává o budoucnosti českého národa, o věštkyni, která věští o Přemyslu Oráčovi, Libuši a jiných historických událostech českého národa. Ve sbírce je tematicky blízko první básni Kytice, jako vlastenecká báseň s výrazným prvkem lidové slovesnosti vytvářející rámec díla.